# Acontia acontina
Acontia acontina är en fjärilsart som beskrevs av Paul Mabille 1899. Acontia acontina ingår i släktet Acontia och familjen nattflyn. Inga underarter finns listade i Catalogue of Life.